# Tintilla de Rota

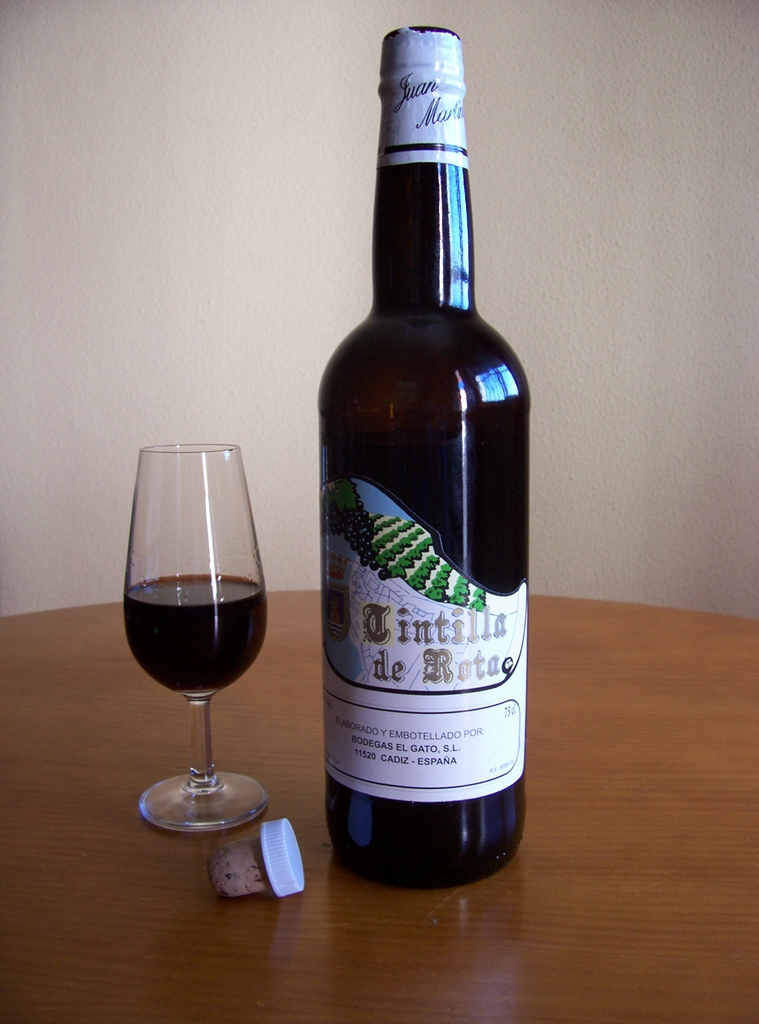
Bouteille de tintilla de Rota.

La tintilla de Rota est un vin espagnol, aujourd'hui presque oublié, originaire de la ville de Rota, Cadix, en Espagne. Il est élaboré à partir de raisins mûrs de la variété de raisin du même nom, synonyme du cépage graciano.

## Caractéristiques
Le vin est d'une couleur très foncée, avec une forte teinte rouge à violacée, corsé et un goût aux accents doux et amers.
Aujourd'hui, ce vin n'est pas produit en grande quantité, ses stocks sont plutôt limités, mais on peut le trouver facilement dans les bodegas et les tavernes de Rota. Cependant, il est progressivement récupéré pour être utilisé dans les vins rouges de Tierra de Cádiz, seul ou avec d'autres cépages.

## Culture populaire
« De Rota, la tintilla ; de Sanlúcar, la manzanilla ; et de Jerez, le roi des vins. »

Depuis quelques années, il existe une association appelée T deTintilla qui travaille pour la préservation et la diffusion de ce type de vin.